# Núi Liban (tỉnh)
Núi Liban (tiếng Ả Rập: جبل لبنان Ǧabal Libnān) là tỉnh (muhafazah) của Liban. Tỉnh lỵ là Baabda. Diện tích của tỉnh là 1968,3 km².
Tỉnh này được đặt tên theo dãy núi Liban.

## Quận
Tỉnh Núi Liban được phân thành sáu quận (qadaa), gồm 306 thành phố:
| STT | Quận     | Quận lỵ    | Số thành phố |
| --- | -------- | ---------- | ------------ |
| 1   | Baabda   | Baabda     | 45           |
| 2   | Aley     | Aley       | 55           |
| 3   | Matn     | Jdeideh    | 49           |
| 4   | Keserwan | Jounieh    | 48           |
| 5   | Chouf    | Beiteddine | 73           |
| 6   | Jbeil    | Byblos     | 36           |